# Criollas de Caguas 2019
Questa voce raccoglie le informazioni riguardanti le Criollas de Caguas nella stagione 2019.

## Organigramma societario
Area direttiva
- Presidente: Francisco Ramos

Area tecnica
- Allenatore: Juan Carlos Nuñez

## Rosa
| N° | Nome               | Ruolo | Data di nascita   | Nazionalità sportiva |
| -- | ------------------ | ----- | ----------------- | -------------------- |
| 1  | Karla Colón        | P     | 23 aprile 1984    | Porto Rico           |
| 2  | Shara Venegas      | L     | 18 settembre 1992 | Porto Rico           |
| 3  | Pamela Cartagena   | L     | 5 febbraio 1987   | Porto Rico           |
| 5  | Carelis Rojas      | P     | 27 febbraio 1994  | Porto Rico           |
| 7  | Nelmarie Cruz      | S     | 3 giugno 1996     | Porto Rico           |
| 9  | Jennifer Nogueras  | P     | 1º agosto 1991    | Porto Rico           |
| 10 | Diana Reyes        | C     | 29 aprile 1993    | Porto Rico           |
| 11 | Karina Ocasio      | S/O   | 1º agosto 1985    | Porto Rico           |
| 12 | Jetzabel Del Valle | C     | 19 dicembre 1979  | Porto Rico           |
| 16 | Ana Sofía Jusino   | C     | 5 gennaio 1994    | Porto Rico           |
| 19 | Oneida González    | O     | 3 giugno 1981     | Porto Rico           |
| 21 | Pilar Victoriá     | S     | 11 ottobre 1995   | Porto Rico           |

## Mercato
| Acquisti | Acquisti           | Acquisti    | Acquisti   |
| R.       | Nome               | da          | Modalità   |
| -------- | ------------------ | ----------- | ---------- |
| P        | Karla Colón        | -           | definitivo |
| L        | Shara Venegas      | Bauru       | definitivo |
| L        | Pamela Cartagena   | -           | definitivo |
| S        | Nelmarie Cruz      | -           | definitivo |
| C        | Diana Reyes        | -           | definitivo |
| S/O      | Karina Ocasio      | Jakarta BNI | definitivo |
| C        | Jetzabel Del Valle | -           | definitivo |
| O        | Oneida González    | -           | definitivo |
| P        | Carelis Rojas      | -           | definitivo |
| P        | Jennifer Nogueras  | Kuusamon    | definitivo |
| C        | Ana Sofía Jusino   | Altay 2     | definitivo |
| S        | Pilar Victoriá     | Béziers     | definitivo |

| Cessioni | Cessioni          | Cessioni    | Cessioni   |
| R.       | Nome              | a           | Modalità   |
| -------- | ----------------- | ----------- | ---------- |
| O        | Andrea Drews      | SAB         | definitivo |
| L        | Shara Venegas     | Bauru       | definitivo |
| S/O      | Fabiola Toro      | -           | ritirata   |
| S        | Stephanie Niemer  | Olympiakos  | definitivo |
| S        | Stephanie Enright | AGIL        | definitivo |
| O        | Génesis Collazo   | -           | ritirata   |
| P        | Jennifer Nogueras | UNI Opole   | definitivo |
| S/O      | Karina Ocasio     | Jakarta BNI | definitivo |
| P        | Andrea De León    | -           | ritirata   |
| C        | Shirley Florián   | -           | ritirata   |
| S        | Yeaneska Matos    | -           | ritirata   |
| L        | Leira Ortiz       | -           | ritirata   |
| C        | Ana Sofía Jusino  | -           | ritirata   |
| C        | Lynda Morales     | Alba-Blaj   | definitivo |

## Risultati

### LVSF

#### Regular season
| 1ª giornata - 26 gennaio 2019 Coliseo Roger L. Mendoza, Caguas             | Criollas de Caguas        | 3 - 1 | Indias de Mayagüez        | 20-25, 25-20, 25-22, 25-19        |
| 2ª giornata - 30 gennaio 2019 Coliseo Antonio R. Barceló, Toa Baja         | Llaneras de Toa Baja      | 0 - 3 | Criollas de Caguas        | 22-25, 18-25, 23-25               |
| 3ª giornata - 2 febbraio 2019 Coliseo Roger L. Mendoza, Caguas             | Criollas de Caguas        | 3 - 0 | Valencianas de Juncos     | 25-20, 25-14, 25-10               |
| 4ª giornata - 3 febbraio 2019 Coliseo José Marrón Aponte, Aibonito         | Polluelas de Aibonito     | 0 - 3 | Criollas de Caguas        | 16-25, 21-25, 15-25               |
| 5ª giornata - 6 febbraio 2019 Coliseo Roger L. Mendoza, Caguas             | Criollas de Caguas        | 2 - 3 | Changas de Naranjito      | 23-25, 30-28, 16-25, 25-22, 13-15 |
| 6ª giornata - 8 febbraio 2019 Coliseo Roger L. Mendoza, Caguas             | Criollas de Caguas        | 3 - 0 | Amazonas de Trujillo Alto | 25-20, 25-18, 25-22               |
| 7ª giornata - 14 febbraio 2019 Coliseo Gelito Ortega, Naranjito            | Changas de Naranjito      | 3 - 0 | Criollas de Caguas        | 25-17, 25-11, 25-23               |
| 8ª giornata - 16 febbraio 2019 Coliseo Roger L. Mendoza, Caguas            | Criollas de Caguas        | 3 - 0 | Polluelas de Aibonito     | 25-17, 25-20, 25-20               |
| 9ª giornata - 17 febbraio 2019 Coliseo Roger L. Mendoza, Caguas            | Criollas de Caguas        | 3 - 0 | Valencianas de Juncos     | 25-21, 25-19, 25-15               |
| 10ª giornata - 21 febbraio 2019 Coliseo Roger L. Mendoza, Caguas           | Criollas de Caguas        | 3 - 0 | Llaneras de Toa Baja      | 25-16, 25-23, 25-14               |
| 11ª giornata - 24 febbraio 2019 Palacio de Recreación y Deportes, Mayagüez | Indias de Mayagüez        | 1 - 3 | Criollas de Caguas        | 10-25, 16-25, 25-21, 19-25        |
| 12ª giornata - 28 febbraio 2019 Coliseo Roger L. Mendoza, Caguas           | Criollas de Caguas        | 2 - 3 | Indias de Mayagüez        | 25-22, 21-25, 22-25, 25-16, 15-17 |
| 13ª giornata - 3 marzo 2019 Coliseo Antonio R. Barceló, Toa Baja           | Llaneras de Toa Baja      | 0 - 3 | Criollas de Caguas        | 17-25, 20-25, 20-25               |
| 14ª giornata - 6 marzo 2019 Coliseo Rafael Amalbert, Juncos                | Valencianas de Juncos     | 1 - 3 | Criollas de Caguas        | 31-29, 15-25, 21-25, 14-25        |
| 15ª giornata - 9 marzo 2019 Coliseo Roger L. Mendoza, Caguas               | Criollas de Caguas        | 3 - 0 | Polluelas de Aibonito     | 25-22, 25-21, 25-21               |
| 16ª giornata - 10 marzo 2019 Coliseo Roger L. Mendoza, Caguas              | Criollas de Caguas        | 1 - 3 | Changas de Naranjito      | 25-20, 23-25, 20-25, 22-25        |
| 17ª giornata - 15 marzo 2019 Coliseo Rubén Zayas Montañez, Trujillo Alto   | Amazonas de Trujillo Alto | 2 - 3 | Criollas de Caguas        | 22-25, 13-25, 25-17, 25-23, 15-17 |
| 18ª giornata - 16 marzo 2019 Coliseo Roger L. Mendoza, Caguas              | Criollas de Caguas        | 2 - 3 | Amazonas de Trujillo Alto | 25-17, 25-27, 19-25, 25-19, 12-15 |
| 19ª giornata - 21 marzo 2019 Coliseo Gelito Ortega, Naranjito              | Changas de Naranjito      | 3 - 1 | Criollas de Caguas        | 25-18, 19-25, 25-18, 25-15        |
| 20ª giornata - 24 marzo 2019 Coliseo Rafael Amalbert, Juncos               | Polluelas de Aibonito     | 0 - 3 | Criollas de Caguas        | 18-25, 21-25, 22-25               |
| 21ª giornata - 27 marzo 2019 Coliseo Rafael Amalbert, Juncos               | Valencianas de Juncos     | 0 - 3 | Criollas de Caguas        | 21-25, 23-25, 20-25               |
| 22ª giornata - 29 marzo 2019 Coliseo Roger L. Mendoza, Caguas              | Criollas de Caguas        | 3 - 0 | Llaneras de Toa Baja      | 25-23, 25-19, 25-11               |
| 23ª giornata - 3 aprile 2019 Palacio de Recreación y Deportes, Mayagüez    | Indias de Mayagüez        | 3 - 1 | Criollas de Caguas        | 25-17, 21-25, 25-17, 25-23        |
| 24ª giornata - 6 aprile 2019 Coliseo Rubén Zayas Montañez, Trujillo Alto   | Amazonas de Trujillo Alto | 3 - 2 | Criollas de Caguas        | 25-22, 23-25, 17-25, 25-23, 15-13 |

#### Play-off
| Quarti di finale (gara 1) - 10 aprile 2019 Coliseo Antonio R. Barceló, Toa Baja        | Llaneras de Toa Baja      | 0 - 3 | Criollas de Caguas        | 23-25, 22-25, 19-25               |
| Quarti di finale (gara 2) - 12 aprile 2019 Coliseo Roger L. Mendoza, Caguas            | Criollas de Caguas        | 3 - 1 | Amazonas de Trujillo Alto | 25-27, 25-22, 25-13, 25-19        |
| Quarti di finale (gara 3) - 13 aprile 2019 Coliseo Roger L. Mendoza, Caguas            | Criollas de Caguas        | 3 - 1 | Llaneras de Toa Baja      | 25-23, 30-28, 19-25, 25-21        |
| Quarti di finale (gara 5) - 17 aprile 2019 Coliseo Rubén Zayas Montañez, Trujillo Alto | Amazonas de Trujillo Alto | 0 - 3 | Criollas de Caguas        | 21-25, 22-25, 15-25               |
| Semifinali (gara 1) - 14 aprile 2019 Coliseo Roger L. Mendoza, Caguas                  | Criollas de Caguas        | 3 - 1 | Indias de Mayagüez        | 25-15, 18-25, 25-17, 25-17        |
| Semifinali (gara 2) - 26 aprile 2019 Palacio de Recreación y Deportes, Mayagüez        | Indias de Mayagüez        | 3 - 2 | Criollas de Caguas        | 24-26, 20-25, 25-23, 25-21, 15-13 |
| Semifinali (gara 3) - 27 aprile 2019 Coliseo Roger L. Mendoza, Caguas                  | Criollas de Caguas        | 3 - 2 | Indias de Mayagüez        | 25-17, 25-13, 23-25, 24-26, 15-12 |
| Semifinali (gara 4) - 29 aprile 2019 Palacio de Recreación y Deportes, Mayagüez        | Indias de Mayagüez        | 2 - 3 | Criollas de Caguas        | 23-25, 24-26, 27-25, 25-18, 13-15 |
| Semifinali (gara 5) - 1º maggio 2019 Coliseo Roger L. Mendoza, Caguas                  | Criollas de Caguas        | 3 - 1 | Indias de Mayagüez        | 25-14, 15-25, 25-19, 25-23        |
| Finale (gara 1) - 3 maggio 2019 Coliseo Gelito Ortega, Naranjito                       | Changas de Naranjito      | 3 - 2 | Criollas de Caguas        | 25-21, 22-25, 23-25, 25-22, 17-15 |
| Finale (gara 2) - 5 maggio 2019 Coliseo Roger L. Mendoza, Caguas                       | Criollas de Caguas        | 3 - 0 | Changas de Naranjito      | 25-18, 25-14, 25-21               |
| Finale (gara 3) - 7 maggio 2019 Coliseo Gelito Ortega, Naranjito                       | Changas de Naranjito      | 1 - 3 | Criollas de Caguas        | 25-18, 21-25, 19-25, 12-25        |
| Finale (gara 4) - 10 maggio 2019 Coliseo Roger L. Mendoza, Caguas                      | Criollas de Caguas        | 2 - 3 | Changas de Naranjito      | 24-26, 25-18, 15-25, 25-23, 12-15 |
| Finale (gara 5) - 11 maggio 2019 Coliseo Mario Morales, Guaynabo                       | Changas de Naranjito      | 2 - 3 | Criollas de Caguas        | 26-24, 17-25, 17-25, 25-20, 15-17 |
| Finale (gara 6) - 13 maggio 2019 Coliseo Roberto Clemente, San Juan                    | Criollas de Caguas        | 3 - 1 | Changas de Naranjito      | 27-25, 17-25, 25-17, 25-21        |

## Statistiche

### Statistiche di squadra
| Competizione | Punti | In casa | In casa | In casa | In trasferta | In trasferta | In trasferta | Totale | Totale | Totale |
| Competizione | Punti | G       | V       | P       | G            | V            | P            | G      | V      | P      |
| ------------ | ----- | ------- | ------- | ------- | ------------ | ------------ | ------------ | ------ | ------ | ------ |
| LVSF         | 51    | 19      | 14      | 5       | 18           | 12           | 6            | 39     | 28     | 11     |
| Totale       | -     | 19      | 14      | 5       | 18           | 12           | 6            | 39     | 28     | 11     |

G = partite giocate; V = partite vinte; P = partite perse